# Mervyn LeRoy
Mervyn LeRoy (ur. 15 października 1900 w San Francisco, zm. 13 września 1987 w Beverly Hills) – amerykański reżyser i producent filmowy, a w młodości także aktor. Nominowany do Oscara za reżyserię filmu Zagubione dni (1942).

## Życiorys
Miał trudne dzieciństwo. W 1906 on i jego ojciec stracili praktycznie wszystko po wielkim trzęsieniu ziemi, które nawiedziło San Francisco. Zaczął wówczas pracować jako sprzedawca gazet. W rozpoczęciu kariery w Hollywood pomógł mu jego kuzyn, producent Jesse Lasky. Początkowo był chłopcem na posyłki, pomagał przy dekoracjach i kostiumach. Później został pomocnikiem operatora, a w końcu na początku lat 20. XX wieku zagrał w kilku filmach. Jako reżyser zadebiutował w 1927 (No Place to Go), zajął się także produkcją filmów (był m.in. producentem słynnego filmu Czarnoksiężnik z krainy Oz z Judy Garland w roli głównej).
Twórca najsłynniejszej amerykańskiej ekranizacji powieści Henryka Sienkiewicza Quo Vadis (1951)
Chory na Alzheimera zmarł w swoim domu w Beverly Hills na miesiąc przed 87. urodzinami.

## Wybrana filmografia (reżyser)
- Dzieci Broadwayu (1929)
- Mały Cezar (1931)
- Ostatnie wydanie (1931)
- Jestem zbiegiem (1932)
- Świat się zmienia (1933)
- Pożegnalny walc (1940)
- Zagubione dni (1942)
- Curie-Skłodowska (1943)
- 30 sekund nad Tokio (1944)
- Powrót (Homecoming, 1948)
- Małe kobietki (1949)
- Quo Vadis (1951)
- Mister Roberts (1955)
- Historia FBI (1959)
- Cyganka (1962)